# James Righton
James Nicholas Righton (Stratford-upon-Avon; 25 de agosto de 1983) es un músico británico conocido por haber sido el vocalista, teclista y bajista de la banda de new rave, Klaxons, la cual se separó en 2015. En marzo de 2016, Righton anunció su nuevo proyecto Shock Machine con el director Saam Farahmand.

## Primeros años
Righton nació en Stratford-upon-Avon, Inglaterra. El padre de Righton, un músico, lo animó a unirse a varias bandas que actuaban con frecuencia cuando asistía al Stratford-upon-Avon High School.

## Carrera
Estando aún en la escuela, Righton conoció a Simon Taylor-Davis y le enseñó a tocar la guitarra. Mientras intentaba labrarse una carrera como músico, Righton trabajó como profesor de música. Asistió al festival de Benicassim, donde volvió a encontrarse con Simon Taylor-Davis, y poco después conocieron a Jamie Reynolds en New Cross, Londres. Los tres comenzaron a grabar y actuar juntos bajo el nombre de "Klaxons (Not Centaurs)", un nombre inspirado por la obra de Filippo Tommaso Marinetti, The Futurist Manifesto. En 2005 la banda tocó con Finnigan Kidd como batería, hasta que Kidd dejó la banda y Steffan Halperin se unió en 2006. En esta época, comenzó a usar el nombre acortado de "Klaxons".
Klaxons firmó con Polydor Records en 2006. Tras varias giras exitosas, anunciaron en 2014 que la gira que estaban llevando a cabo en ese momento sería la última.
James Righton firmó con Marathon Artists/House Anxiety en 2016 con el nombre de Shock Machine. Su nuevo proyecto fue anunciado en marzo de ese año lanzándose un videolcip de su sencillo, Shock Machine, dirigido por Saam Farahmand. El EP debut, Open Up The Sky fue lanzado ese mismo mes. Más tarde, lanzó el sencillo Lost in the Mystery  y los remixes Open Up the Sky y Shock Machine de Soulwax, y Beyond the Wizards Sleeve. El álbum debut de Shock Machine fue lanzado el 25 de agosto de 2017.

## Películas y teatro
Righton formó parte del cortometraje 'William' de Simon Amstell en 2015. Trabajó junto a Tom Rowlands para The Life of Galileo dirigida por Joe Wright en la Young Vic en 2017. En 2018 Righton trabajó para la película Benjamin de Simon Amstell. Benjamin fue estrenada en el BFI London Film Festival de 2018. 
Righton es el compositor del especial de Netflix 'Set Free', de 2019.

## Otras contribuciones musicales
Righton coescribió "All Rights Reversed" del álbum de 2007 ganador de un Grammy, "We Are the Night" de The Chemical Brothers. Coescribió "Deeper" de Riton. Hizo de guitarrista y pianista para el sencillo de Arctic Monkeys, "Tranquility Base Hotel & Casino". 
James coescribió el sencillo principal "The Third Degree" del álbum de Honeyblood de 2019, In Plain Sight.

## Vida personal
Está casado con la actriz Keira Knightley desde el 4 de mayo del 2013, con la que tiene dos hijas; Edie, nacida en mayo de 2015 y Delilah, nacida en septiembre de 2019.

## Discografía
Klaxons
- Myths of the Near Future (2007)
- Surfing the Void (2010)
- Love Frequency 2014

Shock Machine
- Shock Machine (2017)